# Imagem

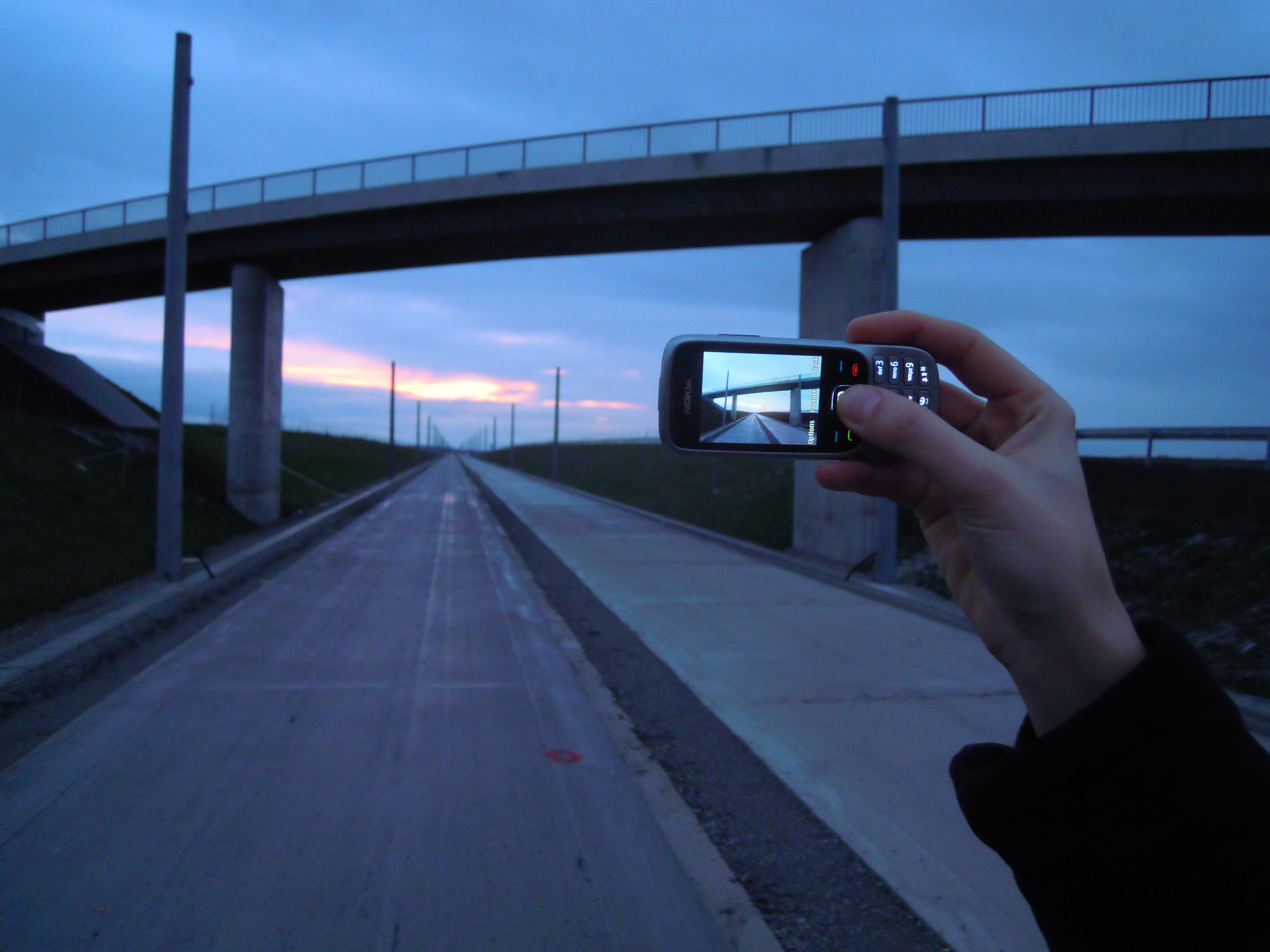
Imagem

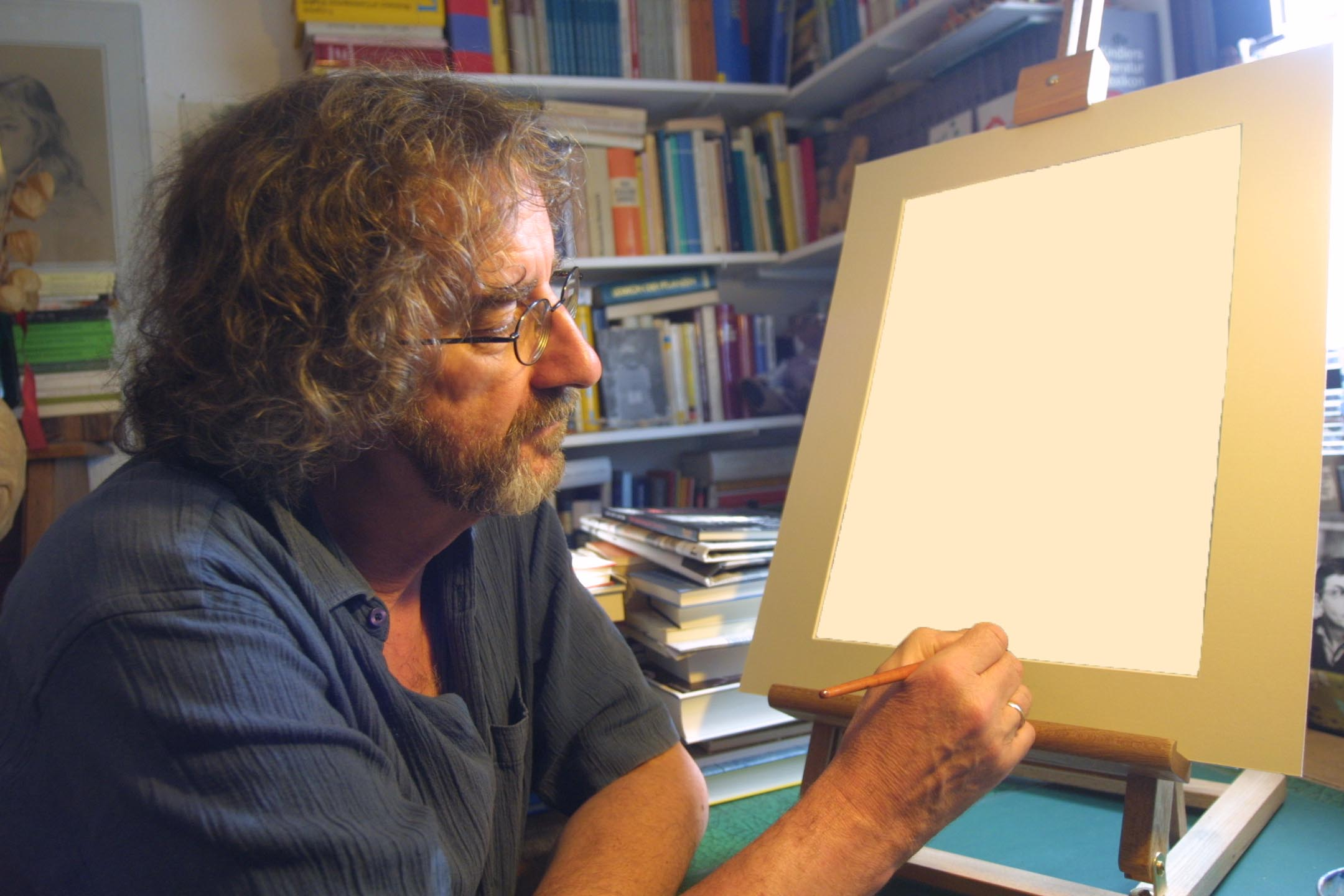

Imagem (do latim: imago) significa a representação visual de uma pessoa ou de um objeto. Em grego antigo corresponde ao termo eidos, raiz etimológica do termo idea ou eidea,  cujo conceito foi desenvolvido por Platão. A teoria de Platão, o idealismo, considerava a ideia da coisa, a sua imagem, como sendo uma projeção da mente. Aristóteles, pelo contrário, considerava a imagem como  sendo uma aquisição pelos sentidos, a representação mental de um objeto real, fundando a teoria do realismo. A controvérsia estava lançada e chegaria aos nossos dias, mantendo-se viva em praticamente todos os domínios do conhecimento.
Em senso comum, envolve tanto o conceito de imagem adquirida como a gerada pelo ser humano, em muitos domínios, quer na criação pela arte, quer como simples registro foto-mecânico, na pintura, no desenho, na gravura, em qualquer forma visual de  expressão da ideia.
Nas ciências exatas, como a matemática, o termo "imagem" é entendido como representação de um objeto especializado, que exige técnicas e ferramentas especiais.
Em senso comum, hoje em dia, entre outras, imagens são as veiculadas pelos anúncios publicitários impressos em páginas de revistas ou expostos nas paredes de edifícios; os cartazes afixados em muros e murais; a própria arquitetura dos edifícios e das obras de engenharia; os utensílios domésticos e todas as ferramentas; as vestimentas; os veículos de transporte; as representações sagradas; todo material impresso e finalmente toda exibição em telas de cinema e de televisão.

## Imagem pictórica

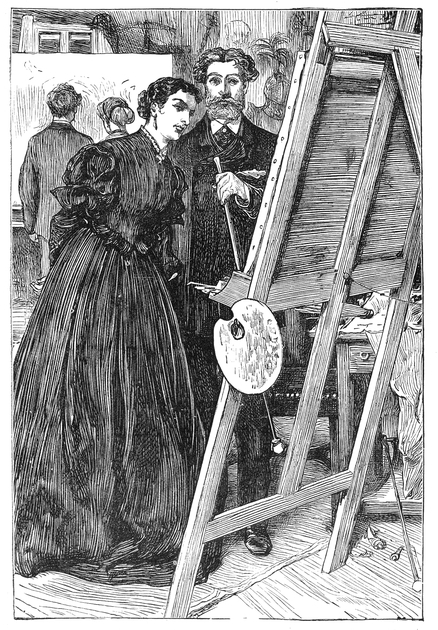
Ilustração de um pintor e uma pintora analisando uma obra.

Uma imagem é pictórica quando produzida por ordenação de pigmentos sobre algum suporte, geralmente utilizando técnicas de fotografia, desenho, pintura, gravura e outras das Artes Visuais. A imagem pictórica pode ser figurativa, se representar algo existente materialmente na natureza (ou supostamente existente, como no caso de figuras mitológicas), ou abstrata, se não se prender a nenhuma representação material. Em design, o termo se refere principalmente à qualquer representação gráfica não tipográfica ou esquemática.

## Imagem estática e imagem em movimento
Por alguma razão, o termo "imagem" tem sido utilizado como restrito à imagem em movimento, fotográfica ou eletrônica, dos meios audiovisuais. O conceito, na verdade, transcende em muito esse pequeno recorte e diz respeito a toda visualização construída pela ação do Homem. Neste sentido, inclui todo e qualquer objeto que possa ser percebido visualmente — e, portanto, esteticamente.

## Análise da imagem
A Análise da Imagem é uma atividade semelhante à Análise do Discurso, mas tendo por objeto analítico especificamente imagens. Hoje em dia estamos rodeados por imagens impostas pela mídia, propagandas, ideias, comportamentos etc. E é muito importante que saibamos analisa-las e fazer uma leitura precisa dessas imagens. Sendo assim, podemos compreende-las melhor, fazendo com que despertamos um olhar mais critico, uma atitude reflexiva, entendendo o que ela nos quer passar e o sentimento que nos traz, pois toda imagem tem seu significado e passa uma mensagem. As propagandas e anúncios são um bom exemplo disso, sempre tem algo a nos dizer.
Precisamos explorar mais uma imagem, uma obra, quando à vemos em algum lugar, assim entenderemos e não nos enganaremos com tudo aquilo que vimos, não ficando presos a um só pensamento, sobre um determinado assunto.
Segundo Ana Mae Barbosa (Carioca,criada em Pernambuco, graduada em Direito e primeira brasileira com doutorado em Arte-Educação):
"Saber ler imagens é uma exigência da sociedade contemporânea, tendo em vista a grande quantidade de informações que nos são transmitidas por meio dessa linguagem. Conhecer a "gramática visual" nos tornaria capacitados para ler e interpretar imagens com consciência".
Barbosa, também criou metodologias que ajudam a desenvolver a capacidade de critica da obra, da imagem, por parte do aluno.
[...] " Os professores, tradicionalmente no Brasil, tem medo da imagem na sala de aula. Da televisão às artes plásticas, a sedução da imagem os assusta porque não foram preparados para decodifica-lá e usá-la em prol da aprendizagem reflexiva de seus alunos. (BARBOSA 1988)

## Imagem na educação
Antigamente, o ensino de determinadas áreas tornava-se difícil, pois não existiam bancos online de imagens (Keegan, 2007), desta forma, a informação corria de maneira abstracta não havendo percepção visual do que estava a ser lecionado, para além das imagens que estavam presentes nos manuais escolares.
De acordo com Carney & Levin (2002), o recurso a imagens não serve apenas como elemento decorativo, mas sim como complemento importante para a interpretação e percepção do leitor, tornando mais fácil a memorização de conteúdos uma vez que um conceito abstracto passa a estar associado a um elemento gráfico.
Um bom exemplo deste fenómeno ocorre nas salas de aula, e, segundo Blight (1998), o recurso a um elemento estimulante, como é o caso da imagem, pode trazer benefícios, não só para o aluno, mas também para o educador.
No entanto, é importante ter em atenção a forma como se utiliza a imagem, por um lado temos o reforço positivo, mas a sua incorrecta utilização poderá prejudicar tanto aluno como professor, sendo a imagem encarada apenas como elemento  de distracção, levando à escassa aquisição de conteúdos.
Mas o crescente recurso a elementos multimédia e a sua prática diária nas salas de aula vieram facilitar o uso correcto de imagens, trazendo benefícios para diversas áreas, como é o caso das Artes, onde o professor pode rapidamente mostrar exemplos aos seus alunos através de uma rápida pesquisa sem haver necessidade de deslocação para visualização de uma determinada obra.
Trata-se apenas de um exemplo, mas demonstra que o recurso a este elemento pode ser essencial e imprescindível na área da educação, uma vez que não só auxilia no desenvolvimento cognitivo, como também é um elemento motivador para a aprendizagem.

## Imaginário / Imaginador (escultura)
Imaginário ou imaginador pode designar um escultor de imagens (ilustrações ou figuras), nomeadamente de estátuas de santos (santeiro).
Muitos destes escultores (ou artífices) limitavam-se à "produção repetitiva da imagem devocional".